# Morti nel 2020/Febbraio
| Questa pagina contiene informazioni ricavate automaticamente dalle voci biografiche con l'ausilio del template Bio e di un bot. L'aggiornamento è periodico e automatico e ricostruisce completamente la pagina. Se manca una persona in questa lista, sei pregato di non aggiungerla, ma accertati piuttosto che la sua voce biografica contenga il template Bio e che i dati anagrafici siano correttamente compilati. Se il template Bio manca, inseriscilo tu stesso o, in alternativa, metti l'avviso {{tmp\|Bio}} che ne segnala la mancanza. Se i dati riportati sono sbagliati, correggi direttamente la voce biografica; le modifiche saranno visibili in questa lista entro pochi giorni. Per chiarimenti vedi il progetto biografie. La lista contiene solo le 218 persone che sono citate nell'enciclopedia e per le quali è stato implementato correttamente il template Bio. Pagina aggiornata al 26 giu 2025. |

- 1º febbraio - Ilie Bărbulescu, calciatore rumeno (n. 1957)
- 1º febbraio - Luciano Gaucci, imprenditore e dirigente sportivo italiano (n. 1938)
- 1º febbraio - Andy Gill, chitarrista e produttore discografico britannico (n. 1956)
- 1º febbraio - Lev Mayorov, calciatore e allenatore di calcio azero (n. 1969)
- 1º febbraio - Luciano Ricceri, scenografo, produttore cinematografico e costumista italiano (n. 1940)
- 1º febbraio - Peter Serkin, pianista statunitense (n. 1947)
- 1º febbraio - Pino Tuccimei, produttore discografico italiano (n. 1939)
- 2 febbraio - Peter Aluma, cestista nigeriano (n. 1973)
- 2 febbraio - Mike Hoare, mercenario britannico (n. 1919)
- 2 febbraio - Ivan Kral, compositore, polistrumentista e produttore discografico ceco (n. 1948)
- 2 febbraio - Enemésio Ângelo Lazzaris, vescovo cattolico e religioso brasiliano (n. 1948)
- 2 febbraio - Mike Moore, politico neozelandese (n. 1949)
- 2 febbraio - Ryszard Olszewski, cestista polacco (n. 1932)
- 2 febbraio - Marius Walter, calciatore francese (n. 1927)
- 3 febbraio - Piergiuseppe Caporale, giornalista, critico musicale e autore televisivo italiano (n. 1941)
- 3 febbraio - Vincenzo De Simone, pittore, scultore e performance artist italiano (n. 1939)
- 3 febbraio - John Grant, scrittore e curatore editoriale britannico (n. 1949)
- 3 febbraio - Valentyna Semenivna Ševčenko, politica ucraina (n. 1935)
- 3 febbraio - George Steiner, scrittore, saggista e ebraista francese (n. 1929)
- 3 febbraio - Willie Wood, giocatore di football americano statunitense (n. 1936)
- 4 febbraio - Giancarlo Bergamini, schermidore italiano (n. 1926)
- 4 febbraio - Nica Borisova, cestista bulgara (n. 1940)
- 4 febbraio - Kamau Brathwaite, poeta barbadiano (n. 1930)
- 4 febbraio - José Luis Cuerda, regista, attore e produttore cinematografico spagnolo (n. 1947)
- 4 febbraio - Abadi Hadis, mezzofondista etiope (n. 1997)
- 4 febbraio - Terry Hands, regista teatrale britannico (n. 1941)
- 4 febbraio - Peter Hogg, costituzionalista canadese (n. 1939)
- 4 febbraio - Nadia Lutfi, attrice egiziana (n. 1937)
- 4 febbraio - Gianni Minervini, produttore cinematografico e attore italiano (n. 1928)
- 4 febbraio - Daniel Toroitich arap Moi, politico keniota (n. 1924)
- 4 febbraio - Ljiljana Petrović, cantante serba (n. 1939)
- 4 febbraio - Benito Sarti, calciatore italiano (n. 1936)
- 4 febbraio - Aleksandr Skvorcov, hockeista su ghiaccio russo (n. 1954)
- 4 febbraio - Nijole Valadkeviciute, regista, grafica e pittrice lituana (n. 1944)
- 4 febbraio - Nguyen Van Chieu, artista marziale vietnamita (n. 1949)
- 5 febbraio - Carlos Barisio, calciatore argentino (n. 1951)
- 5 febbraio - Stanley Cohen, biochimico statunitense (n. 1922)
- 5 febbraio - Kevin Conway, attore e regista statunitense (n. 1942)
- 5 febbraio - Kirk Douglas, attore e produttore cinematografico statunitense (n. 1916)
- 5 febbraio - Paolo Guerra, produttore teatrale e produttore cinematografico italiano (n. 1949)
- 5 febbraio - Bill Oates, allenatore di pallacanestro statunitense (n. 1939)
- 5 febbraio - Beverly Pepper, scultrice e pittrice statunitense (n. 1922)
- 5 febbraio - Yves Pouliquen, medico e saggista francese (n. 1931)
- 5 febbraio - Vittorio Spinazzola, critico letterario, italianista e storico del cinema italiano (n. 1930)
- 6 febbraio - Dick Atha, cestista statunitense (n. 1931)
- 6 febbraio - Raphaël Coleman, attore e attivista britannico (n. 1994)
- 6 febbraio - Hans Ueli Hohl, politico e dirigente d'azienda svizzero (n. 1929)
- 6 febbraio - Gioacchino Illiano, vescovo cattolico italiano (n. 1935)
- 6 febbraio - Jan Liberda, calciatore polacco (n. 1936)
- 6 febbraio - Ola Magnell, cantante svedese (n. 1946)
- 6 febbraio - André Neles, calciatore brasiliano (n. 1978)
- 6 febbraio - Carlo Papini, editore italiano (n. 1933)
- 6 febbraio - Nello Santi, direttore d'orchestra italiano (n. 1931)
- 6 febbraio - Jhon Jairo Velásquez, criminale colombiano (n. 1962)
- 7 febbraio - Freek van der Lee, calciatore olandese (n. 1935)
- 7 febbraio - Li Wenliang, oculista cinese (n. 1985)
- 7 febbraio - Nexhmije Pagarusha, cantante lirica e attrice kosovara (n. 1933)
- 7 febbraio - Brian Pilkington, calciatore inglese (n. 1933)
- 7 febbraio - Joseph D. Sneed, fisico e filosofo statunitense (n. 1938)
- 7 febbraio - Ann E. Todd, attrice statunitense (n. 1931)
- 7 febbraio - Grazia Volpi, produttrice cinematografica italiana (n. 1941)
- 8 febbraio - Orson Bean, attore, doppiatore e personaggio televisivo statunitense (n. 1928)
- 8 febbraio - Robert Conrad, attore e regista statunitense (n. 1935)
- 8 febbraio - Maurice Girardot, cestista francese (n. 1921)
- 8 febbraio - Paula Kelly, attrice, cantante e ballerina statunitense (n. 1942)
- 8 febbraio - Robert Massin, grafico, direttore artistico e tipografo francese (n. 1925)
- 8 febbraio - Bill Robinson, cestista canadese (n. 1949)
- 8 febbraio - Riccardo Scrivano, critico letterario italiano (n. 1928)
- 8 febbraio - Volker Spengler, attore tedesco (n. 1939)
- 8 febbraio - Yi Hae-won, principessa coreana (n. 1919)
- 9 febbraio - Mirella Freni, soprano italiano (n. 1935)
- 9 febbraio - Margareta Hallin, attrice e soprano svedese (n. 1931)
- 9 febbraio - Saverio Leotta, allenatore di calcio e calciatore italiano (n. 1934)
- 9 febbraio - Mauro Carlo Pennacchiotti, politico italiano (n. 1923)
- 9 febbraio - Sergej Michajlovič Slonimskij, compositore e pianista sovietico (n. 1932)
- 10 febbraio - Claire Bretécher, fumettista francese (n. 1940)
- 10 febbraio - Francesco Cesarini, ciclista su strada italiano (n. 1962)
- 10 febbraio - Efigenio Ameijeiras Delgado, rivoluzionario e generale cubano (n. 1931)
- 10 febbraio - Mario Ghella, pistard e ciclista su strada italiano (n. 1929)
- 10 febbraio - Lyle Mays, pianista, tastierista e organista statunitense (n. 1953)
- 10 febbraio - Giancarlo Morbidelli, imprenditore e progettista italiano (n. 1934)
- 10 febbraio - Remo Pullica, allenatore di calcio e calciatore italiano (n. 1938)
- 10 febbraio - Marge Redmond, attrice statunitense (n. 1924)
- 10 febbraio - Rubén Selmán, arbitro di calcio cileno (n. 1963)
- 10 febbraio - Silvano Tintori, architetto italiano (n. 1929)
- 11 febbraio - Uberto Bertacca, scenografo e costumista italiano (n. 1936)
- 11 febbraio - George Coyne, astronomo e gesuita statunitense (n. 1933)
- 11 febbraio - Marcelino dos Santos, politico e rivoluzionario mozambicano (n. 1929)
- 11 febbraio - Louis-Edmond Hamelin, geografo canadese (n. 1923)
- 11 febbraio - Yasumasa Kanada, matematico e informatico giapponese (n. 1949)
- 11 febbraio - Jack Kramer, calciatore norvegese (n. 1939)
- 11 febbraio - Joseph Shabalala, cantante e musicista sudafricano (n. 1940)
- 11 febbraio - David Stout, giornalista e scrittore statunitense (n. 1942)
- 11 febbraio - Joseph Vilsmaier, direttore della fotografia, regista e produttore cinematografico tedesco (n. 1939)
- 12 febbraio - Geert Hofstede, antropologo e psicologo olandese (n. 1928)
- 12 febbraio - John Loridon, cestista belga (n. 1937)
- 12 febbraio - Tamás Wichmann, canoista ungherese (n. 1948)
- 13 febbraio - Franco Bordoni, baritono italiano (n. 1932)
- 13 febbraio - Aleksej Nikolaevič Botjan, militare e agente segreto sovietico (n. 1917)
- 13 febbraio - Renzo Chiocchetti, fondista italiano (n. 1945)
- 13 febbraio - Franco Del Prete, batterista e paroliere italiano (n. 1943)
- 13 febbraio - Christophe Desjardins, violista francese (n. 1962)
- 13 febbraio - Liu Shouxiang, pittore e insegnante cinese (n. 1958)
- 13 febbraio - Karel Neffe, canottiere cecoslovacco (n. 1948)
- 13 febbraio - Charles O'Brien, sindacalista statunitense (n. 1933)
- 13 febbraio - Rajendra Pachauri, economista e ingegnere indiano (n. 1940)
- 13 febbraio - Rafael Romero Marchent, regista, attore e sceneggiatore spagnolo (n. 1926)
- 13 febbraio - Cal Taormina, pianista e arrangiatore italiano (n. 1945)
- 14 febbraio - Graham Adams, allenatore di calcio e calciatore inglese (n. 1933)
- 14 febbraio - Luigi Arnone, politico italiano (n. 1921)
- 14 febbraio - Ivo Cocconi, calciatore italiano (n. 1929)
- 14 febbraio - Lynn Cohen, attrice statunitense (n. 1933)
- 14 febbraio - Jimmy Conway, calciatore irlandese (n. 1946)
- 14 febbraio - Jens Halfwassen, filosofo tedesco (n. 1958)
- 14 febbraio - Decebal Traian Remeș, politico e economista rumeno (n. 1949)
- 14 febbraio - Davide Schiffer, neurologo italiano (n. 1928)
- 14 febbraio - John Shrapnel, attore britannico (n. 1942)
- 15 febbraio - John Cockett, hockeista su prato britannico (n. 1927)
- 15 febbraio - Caroline Flack, conduttrice televisiva britannica (n. 1979)
- 15 febbraio - José Manuel León, allenatore di calcio e calciatore spagnolo (n. 1944)
- 15 febbraio - Vatroslav Mimica, regista e partigiano jugoslavo (n. 1923)
- 16 febbraio - Henry Akin, cestista statunitense (n. 1944)
- 16 febbraio - Graeme Allwright, cantante, musicista e attore teatrale neozelandese (n. 1926)
- 16 febbraio - Giacomo Attolico, diplomatico italiano (n. 1928)
- 16 febbraio - Zoe Caldwell, attrice e doppiatrice australiana (n. 1933)
- 16 febbraio - Frances Cuka, attrice britannica (n. 1936)
- 16 febbraio - Jason Davis, attore e doppiatore statunitense (n. 1984)
- 16 febbraio - Paolo Giuranna, regista teatrale, attore e scrittore italiano (n. 1935)
- 16 febbraio - Harry Gregg, calciatore e allenatore di calcio nordirlandese (n. 1932)
- 16 febbraio - Fabrizio Matteucci, politico italiano (n. 1957)
- 16 febbraio - Pearl Carr & Teddy Johnson, cantante britannica (n. 1923)
- 17 febbraio - Ja'net DuBois, attrice e cantante statunitense (n. 1932)
- 17 febbraio - Barry Hulshoff, allenatore di calcio e calciatore olandese (n. 1946)
- 17 febbraio - Maurizio Mattioli, editore italiano (n. 1925)
- 17 febbraio - Charles Portis, scrittore statunitense (n. 1933)
- 17 febbraio - Kizito Mihigo, cantante, organista e compositore ruandese (n. 1981)
- 17 febbraio - Larry Tesler, informatico statunitense (n. 1945)
- 17 febbraio - Sergio Travaglia, politico e avvocato italiano (n. 1923)
- 17 febbraio - Andrew Weatherall, disc jockey, musicista e produttore discografico britannico (n. 1963)
- 17 febbraio - Sonja Ziemann, attrice tedesca (n. 1926)
- 18 febbraio - José Bonaparte, paleontologo argentino (n. 1928)
- 18 febbraio - Flavio Bucci, attore e doppiatore italiano (n. 1947)
- 18 febbraio - Wanda Canna, partigiana e antifascista italiana (n. 1921)
- 18 febbraio - Jon Christensen, percussionista e batterista norvegese (n. 1943)
- 18 febbraio - Philippe Forquet, attore francese (n. 1940)
- 19 febbraio - Pete Babando, hockeista su ghiaccio statunitense (n. 1925)
- 19 febbraio - Heather Couper, astronoma, giornalista e divulgatrice scientifica britannica (n. 1949)
- 19 febbraio - Jean Daniel, giornalista e scrittore francese (n. 1920)
- 19 febbraio - Pop Smoke, rapper statunitense (n. 1999)
- 19 febbraio - José Mojica Marins, regista, attore e showman brasiliano (n. 1936)
- 19 febbraio - Pankaj Naram, medico e personaggio televisivo indiano (n. 1955)
- 19 febbraio - Bruna Parmesan, costumista italiana (n. 1923)
- 19 febbraio - Francesco Villa, pilota motociclistico e imprenditore italiano (n. 1933)
- 20 febbraio - Jeanne Evert, tennista statunitense (n. 1957)
- 20 febbraio - Yona Friedman, architetto, designer e urbanista ungherese (n. 1923)
- 20 febbraio - István Gáli, pugile ungherese (n. 1943)
- 20 febbraio - Claudette Nevins, attrice statunitense (n. 1937)
- 20 febbraio - Giorgio Stegani, regista e sceneggiatore italiano (n. 1928)
- 21 febbraio - Andrea Comba, giurista italiano (n. 1936)
- 21 febbraio - Lal Khan, attivista e politologo pakistano (n. 1956)
- 21 febbraio - Lisel Mueller, poetessa e traduttrice tedesca (n. 1924)
- 22 febbraio - Kiki Dimoulà, poetessa greca (n. 1931)
- 22 febbraio - Eliana Giorli La Rosa, sindacalista e politica italiana (n. 1926)
- 22 febbraio - Mar"jan Plachetko, calciatore sovietico (n. 1945)
- 22 febbraio - Thích Quảng Độ, monaco buddhista vietnamita (n. 1928)
- 23 febbraio - Pierre Aubenque, filosofo francese (n. 1929)
- 23 febbraio - Anna Baruzzi, psicoanalista italiana (n. 1939)
- 23 febbraio - Stefan Florenski, calciatore polacco (n. 1933)
- 23 febbraio - János Göröcs, calciatore ungherese (n. 1939)
- 23 febbraio - Angela Groppi, storica italiana (n. 1946)
- 23 febbraio - Chitetsu Watanabe, supercentenario giapponese (n. 1907)
- 23 febbraio - Margrit Zimmermann, pianista e compositrice svizzera (n. 1927)
- 24 febbraio - Andrzej Bryl, artista marziale polacco (n. 1957)
- 24 febbraio - Mario Bunge, filosofo e fisico argentino (n. 1919)
- 24 febbraio - Ben Cooper, attore statunitense (n. 1933)
- 24 febbraio - Clive Cussler, scrittore statunitense (n. 1931)
- 24 febbraio - Sonny Franzese, mafioso italiano (n. 1917)
- 24 febbraio - Katherine Johnson, matematica, informatica e fisica statunitense (n. 1918)
- 24 febbraio - Jan Kowalczyk, cavaliere polacco (n. 1941)
- 24 febbraio - Stephan Ross, psicologo, insegnante e scrittore polacco (n. 1931)
- 24 febbraio - Diana Serra Cary, attrice statunitense (n. 1918)
- 24 febbraio - Jahn Teigen, cantante e polistrumentista norvegese (n. 1949)
- 24 febbraio - Olof Thunberg, attore, doppiatore e regista svedese (n. 1925)
- 25 febbraio - Nikki Fritz, attrice statunitense (n. 1964)
- 25 febbraio - Nesby Glasgow, giocatore di football americano statunitense (n. 1957)
- 25 febbraio - Dmitrij Timofeevič Jazov, generale e politico russo (n. 1924)
- 25 febbraio - Haim Kastan, cestista e allenatore di pallacanestro israeliano (n. 1935)
- 25 febbraio - Hosni Mubarak, politico e generale egiziano (n. 1928)
- 25 febbraio - David Roback, chitarrista e cantautore statunitense (n. 1958)
- 25 febbraio - Paolo Toldo, generale italiano (n. 1931)
- 26 febbraio - Lamberto Bartolucci, generale e aviatore italiano (n. 1924)
- 26 febbraio - Aroldo Cascia, politico italiano (n. 1937)
- 26 febbraio - Betsy Byars, scrittrice statunitense (n. 1928)
- 26 febbraio - İsgəndər Həmidov, politico azero (n. 1948)
- 26 febbraio - Nexhmije Hoxha, politica albanese (n. 1921)
- 26 febbraio - Rudolf Kassel, filologo classico tedesco (n. 1926)
- 26 febbraio - Michael Medwin, attore e produttore cinematografico britannico (n. 1923)
- 26 febbraio - Andrea Mugione, arcivescovo cattolico italiano (n. 1940)
- 26 febbraio - Talal bin Sa'ud Al Sa'ud, principe, funzionario e dirigente sportivo saudita (n. 1952)
- 27 febbraio - R.D. Call, attore statunitense (n. 1950)
- 27 febbraio - Burkhard Driest, attore, sceneggiatore e produttore cinematografico tedesco (n. 1939)
- 27 febbraio - Valdir Espinosa, allenatore di calcio brasiliano (n. 1947)
- 27 febbraio - Juan Diego González, calciatore colombiano (n. 1980)
- 27 febbraio - Gene Rizak, cestista e allenatore di pallacanestro canadese (n. 1938)
- 27 febbraio - Braian Toledo, giavellottista argentino (n. 1993)
- 27 febbraio - Alki Zei, scrittrice greca (n. 1923)
- 28 febbraio - Mario Alessi, diplomatico e giornalista italiano (n. 1931)
- 28 febbraio - Freeman Dyson, fisico e matematico britannico (n. 1923)
- 28 febbraio - Hennadij Pavlovyč Kuz'min, scacchista ucraino (n. 1946)
- 28 febbraio - Teresa Machado, discobola e pesista portoghese (n. 1969)
- 28 febbraio - Stig-Göran Myntti, calciatore finlandese (n. 1925)
- 29 febbraio - Avraham Barkai, storico e saggista israeliano (n. 1921)
- 29 febbraio - Elisabetta Imelio, musicista e cantante italiana (n. 1975)
- 29 febbraio - Dieter Laser, attore tedesco (n. 1942)
- 29 febbraio - Fiona MacCarthy, biografa e storica britannica (n. 1940)
- 29 febbraio - Paolo Marcora, calciatore italiano (n. 1932)
- 29 febbraio - Luis Alfonso Mendoza, doppiatore e direttore del doppiaggio messicano (n. 1964)
- 29 febbraio - Éva Székely, nuotatrice ungherese (n. 1927)